# Rhamnus bodinieri
Rhamnus bodinieri là một loài thực vật có hoa trong họ Táo. Loài này được H. Lév. miêu tả khoa học đầu tiên năm 1912.